# Mokrá (Mokrá-Horákov)
Mokrá je vesnice, část obce Mokrá-Horákov v okrese Brno-venkov v Jihomoravském kraji. Rozkládá se v Drahanské vrchovině. Žije zde přibližně 1 800 obyvatel. Roku 2009 zde bylo evidováno 422 adres.
Mokrá leží v katastrálním území Mokrá u Brna o rozloze 4,47 km².

## Historie
První písemná zmínka o vsi je z roku 1350. V roce 1976 byla Mokrá sloučena s blízkým Horákovem do obce Mokrá-Horákov.

## Obyvatelstvo
| 1869 | 1880 | 1890 | 1900 | 1910 | 1921 | 1930 | 1950 | 1961 | 1970  | 1980  | 1991  | 2001  | 2011  | 2021  |
| ---- | ---- | ---- | ---- | ---- | ---- | ---- | ---- | ---- | ----- | ----- | ----- | ----- | ----- | ----- |
| 376  | 383  | 475  | 526  | 648  | 650  | 736  | 794  | 819  | 1 622 | 2 401 | 2 165 | 2 070 | 2 083 | 1 794 |

## Pamětihodnosti
- klasicistní kaple svaté Barbory, postavená po roce 1800
- kaple Proměnění Páně z roku 1909
- jeskyně Pekárna